# Laia Aleixandri
Laia Aleixandri López (Santa Coloma de Gramenet, 2000. augusztus 25. –) spanyol női válogatott labdarúgó. Az angol Manchester City játékosa.

## Pályafutása
Négyévesen kezdett focizni és hatévesen már az Arrabal Calaf fiúcsapatában edzett. 2008-ban a Sant Gabrielhez került, és 12 évesen már a Barcelona ifjúsági csapataiban kapott helyet.
A másodosztályban 14 évesen mutatkozott be a Barcelona B csapatánál, és két másodosztályú bajnoki címet szerzett a katalánokkal.
Hatékony, látványos és magabiztos játéka ellenére azonban nem került be a klub első csapatába és a 2017–18-as szezonkezdet előtt távozott az Atlético Madrid gárdájához.
2022. június 9-én elhagyta Madridot és a Manchester Cityvel hároméves szerződést kötött.

### A válogatottban
A spanyol korosztályos válogatottakkal szinte minden világversenyen részt vett. Európa-bajnokságokon két aranyérmet (U17, U19), ezüstérmet (U17), míg világbajnokságokon ezüst (U20) és bronzérmet (U17) szerzett csapataival.
2019. május 17-én Kamerun ellen kezdőként léphetett első alkalommal a felnőttek között pályára, ráadásul a 87. percben góllal hálálta meg Jorge Vilda bizalmát.

## Sikerei

### Klubcsapatokban
Spanyol bajnok (2):
- Atlético Madrid (2): 2017–18, 2018–19

 Spanyol szuperkupa-győztes (1):
- Atlético Madrid (1): 2021

 Spanyol másodosztályú bajnok (2):
- Barcelona B (2): 2016, 2017

### A válogatottban
Spanyolország
- U20-as világbajnoki ezüstérmes (1): 2018
- U17-es világbajnoki bronzérmes (1): 2016
- U19-es Európa-bajnoki aranyérmes (1): 2017
- U17-es Európa-bajnoki aranyérmes (1): 2015
- U17-es Európa-bajnoki ezüstérmes (1): 2016
- Arnold Clark-kupa ezüstérmes (1): 2022[5]